# Ruta D089 (Paraguay)
La Ruta Departamental 089 "Ruta de la amistad", abreviado D089 es una carretera de Paraguay (actualmente de tierra) que une Puerto Pinasco con Río Verde (Ruta PY09). Su extensión es de 221 kilómetros, y está ubicada enteramente en el territorio del distrito de Puerto Pinasco, Departamento de Presidente Hayes.
Se la denominó como la "Ruta de la amistad" debido a que en Puerto Pinasco el 30 de julio en 1958 el doctor Artemio Bracho creó el Día Internacional de la amistad, que hoy se festeja en varios países del mundo.

## Localidades
Las localidades más importantes por donde pasa esta ruta son:
| Kilómetro | Localidad             | Departamento     | Empalme |
| --------- | --------------------- | ---------------- | ------- |
| 0         | Puerto Pinasco        | Presidente Hayes |         |
| 68        | Desvío a San Carlos   | Presidente Hayes |         |
| 85        | Ceibo                 | Presidente Hayes |         |
| 109       | Desvío a Laguna Pato  | Presidente Hayes |         |
| 128       | La Patria             | Presidente Hayes |         |
| 177       | Desvío a Nueva Mestre | Presidente Hayes |         |
| 187       | Xakmok Kasek          | Presidente Hayes |         |
| 195       | Nepoxen               | Presidente Hayes |         |
| 221       | Río Verde             | Presidente Hayes | PY09    |

## Largo
| Departamento     | km  |  |  |
|                  |     |  |  |
| Presidente Hayes | 221 |  |  |
| Total            | 221 |  |  |